# Шри Ланка на Светском првенству у атлетици у дворани 2003.
Шри Ланка је учествовали на Светском првенству у атлетици у дворани 2003. одржаном у  Бирмингаму од 14 до 14. марта други пут. Репрезентацију Шри Ланке представљала су 2 такмичара (1 мушкарац и 1 жена) који су се такмичили у две дисциплине.
Атлетичари Шри Ланке нису освојили медаљу нити су оборили неки рекорд.

## Учесници
| Мушкарци: - Rohan Pradeep Kumara — 400 м | Жене: - K.V.Damayanthi Dharsha — 400 м |  |

### Мушкарци
| Атлетичар            | Дисциплина | Лични рекорд | Квалификације   | Квалификације   | Полуфинале           | Полуфинале           | Финале               | Финале               | Детаљи |
| Атлетичар            | Дисциплина | Лични рекорд | Резултат        | Место           | Резултат             | Место                | Резултат             | Место                | Детаљи |
| -------------------- | ---------- | ------------ | --------------- | --------------- | -------------------- | -------------------- | -------------------- | -------------------- | ------ |
| Rohan Pradeep Kumara | 400 м      | 48,02        | дисквалификован | дисквалификован | Није се квалификовао | Није се квалификовао | Није се квалификовао | Није се квалификовао |        |

### Жене
| Атлетичарка            | Дисциплина | Лични рекорд | Квалификације | Квалификације | Полуфинале            | Полуфинале            | Финале                | Финале       | Детаљи |
| Атлетичарка            | Дисциплина | Лични рекорд | Резултат      | Место         | Резултат              | Место                 | Резултат              | Место        | Детаљи |
| ---------------------- | ---------- | ------------ | ------------- | ------------- | --------------------- | --------------------- | --------------------- | ------------ | ------ |
| K.V.Damayanthi Dharsha | 400 м      |              | 54,61         | 5. у гр. 2    | Није се квалификовала | Није се квалификовала | Није се квалификовала | 19 / 21 (22) |        |